# Kufra
Kufra es una región del sureste de Libia donde existe un importante proyecto hídrico y de irrigación proyectado por el estado libio para desarrollar los cultivos de vegetales en el desierto.
El riego se hace con agua subterránea, ya que las lluvias en la región son prácticamente inexistentes. La irrigación se lleva a cabo a través del sistema radial.
El oasis de Kufra es una de las creaciones humanas que mejor puede verse desde el espacio. Cada círculo tiene 1 km de diámetro (aprox).
En 1979, la Unión Astronómica Internacional aprobó poner el nombre de la localidad a un cráter del planeta Marte, conocido como Kufra.

## Distrito de Al Kufrah
Al Kufrah, (en árabe: الكفرة‎Al Kufra), conforma junto a otros 21 distritos, la división administrativa de Libia. Su ciudad capital es la ciudad de Al Jawf. La localización de este distrito se encuentra en el sureste libio. 
Es el único distrito de Libia que posee fronteras internacionales con tres países. Limita al noreste con la Gobernación de Nuevo Valle, República Árabe de Egipto. Limita al este con la República de Sudán, más precisamente con el Estado del Norte y al sureste con el estado de Darfur del Norte. Limita al sur con la República de Chad, específicamente con las regiones de Ennedi Oeste, Ennedi Este y Tibesti.

## Geografía
Desierto Líbico
Sistema acuífero de piedra arenisca
Extendiéndose casi totalmente sobre un área desértica o árida, el acuífero tiene una enorme importancia potencial en el desarrollo de los países que abarca. El proyecto más ambicioso acometido hasta la fecha es el llamado Gran Río Artificial, en Libia. Este proyecto consiste en la extracción de agua para irrigar diversas explotaciones agrícolas, principalmente el oasis de Kufra así como en el suministro mediante grandes canalizaciones a las zonas costeras de Libia que tienen un suministro natural de agua muy limitado. El proyecto extrae agua a un ritmo de 2,37 km³ anuales. Asimismo, desde 2001 se está llevando a cabo en el sur de Egipto un proyecto de recuperación de tierras desertificadas en el sur, cerca de la zona de Abu Simbel.